# Еммент Капенгве
Еммент Капенгве (англ. Emment Kapengwe, 27 квітня 1943, Брокен Гілл — 17 вересня 1988, Лусака) — замбійський футболіст, що грав на позиції нападника, зокрема за національну збірну Замбії.
Один з перших замбійський футбольних легіонерів. Перший представник країни в англійському футболі. 

## Клубна кар'єра
У дорослому футболі дебютував 1957 року виступами за команду «Кітве Бома Тайгерс», в якій провів п'ять сезонів. 
1963 року перейшов до іншої місцевої команди «Кітве Лайонс», а після її об'єднання для створення клубу «Кітве Юнайтед» продовжив виступи за об'єднану команду.
Згодом став одним із 40 гравців з усіх куточків світу, запрошених англійським тренером Філом Вуснемом не пергляд до його команди «Атланта Чіфс», учасника Північноамериканської футбольної ліги. Разом із двома земляками, Говардом Мвікутою та Фредді Мвіллою, приглянувся тренерському штабу і 1967 року уклав контракт з американським клубом. 1968 року допоміг йому здобути перемогу у тогочасному найвищому дивізіоні північноамериканського футболу.
1969 року разом з Мвіллою був запрошений до англійської друголігової «Астон Вілли». В Англії мав проблеми з адоптацією і провів за сезон лише три гри. По завершенні сезону команда вибула до третього англійського дивізіону, а гравець вирішив за краще повернутися на батьківщину, де протягом 1970–1972 років знову захищав кольори «Кітве Юнайтед».
1973 року перебрався до столиці, ставши гравцем команди «Сіті оф Лусака», утім невдовзі отримав запрошення провернутися до США, де провів 13 ігор за знайому йому «Атланта Чіфс», що на той час виступала під назвою «Аполлос».
Завершував ігрову у «Сіті оф Лусака», за яку виступав протягом 1973—1976 років, у тому числі як граючий тренер.

## Виступи за збірну
1963 року дебютував в офіційних матчах за збірну Північної Родезії, яка наступного року зі здобуттям країною незалежності стала національною збірною Замбії.
Загалом протягом десятирічної кар'єри у національній команді провів у її формі 42 матчі, забивши 15 голів.
Помер 17 вересня 1988 року на 46-му році життя в Лусаці.

## Титули і досягнення
- Переможець Північноамериканської футбольної ліги (1):

«Атланта Чіфс»: 1968